# Forme ronde
 (décembre 2020).
La forme ronde est une pièce de machine à papier, et par synecdoque, la machine elle-même. Un cylindre de fine grille métallique partiellement immergé dans la cuve de pâte à papier, tourne en aspirant l'eau de la pâte à papier qui adhère à sa surface, et la dépose sur un feutre pour produire du papier dont deux bords, dits à la cuve sortent avec des franges, tandis que les deux autres seront déchirés pour rappeler le papier fait à la main, qui se fabrique en plongeant la forme, qui est un tamis plat, dans la cuve de pâte avant de la sortir pour égoutter la feuille et la déposer au séchage.
Ces papiers, fabriqués selon un principe inventé dans les premières années du XIXe siècle sont destinés aux artistes, notamment pour l'aquarelle.